# Гребний слалом на літніх Олімпійських іграх 2016 — байдарки-одиночки (чоловіки)
Змагання з гребного слалому на байдарках-одиночках серед чоловіків на літніх Олімпійських іграх 2016 проходили з 7 по 10 серпня на Олімпійському слаломному стадіоні. У змаганнях взяв участь 21 спортсмен із 21 країни. Попереднім олімпійським чемпіоном у цій дисципліні був італійський весляр Даніеле Молменті.

## Призери
| Золото             | Срібло             | Бронза               |
| Джозеф Кларк (GBR) | Петер Каузер (SLO) | Їржі Прскавець (CZE) |

## Розклад змагань
Час місцевий (UTC−3)
| Дата      | Час         | Раунд          |
| --------- | ----------- | -------------- |
| 7 серпня  | 12:30–16:15 | Кваліфікація   |
| 10 серпня | 13:30–16:15 | Півфінал Фінал |

## Змагання
Кваліфікаційний раунд проходить у 2 спроби, проте в залік йде результат лише кращої з них. Сума балів у кожній спробі складається з часу, витраченого на проходження траси, і суми штрафних очок, які спортсмен отримує за неправильне проходження воріт. Одне штрафне очко дорівнює одній секунді. У півфінал проходять 12 веслярів.
| Місце | Ім'я                       | Попередні запливи | Попередні запливи | Попередні запливи | Попередні запливи | Попередні запливи | Попередні запливи | Півфінал   | Півфінал   | Півфінал   | Фінал      | Фінал      | Фінал      |
| Місце | Ім'я                       | 1-ша спроба       | Штр.              | 2-га спроба       | Штр.              | Краща             | Місце             | Час        | Штр.       | Місце      | Час        | Штр.       | Місце      |
| ----- | -------------------------- | ----------------- | ----------------- | ----------------- | ----------------- | ----------------- | ----------------- | ---------- | ---------- | ---------- | ---------- | ---------- | ---------- |
| 1     | Джозеф Кларк (GBR)         | 135.89            | 50                | 86.95             | 0                 | 86.95             | 2                 | 90.67      | 0          | 3          | 88.53      | 0          |            |
| 2     | Петер Каузер (SLO)         | 91.11             | 2                 | 96.88             | 2                 | 91.11             | 12                | 91.01      | 0          | 4          | 88.70      | 0          |            |
| 3     | Їржі Прскавець (CZE)       | 88.71             | 2                 | 101.18            | 1                 | 88.71             | 7                 | 90.62      | 0          | 2          | 88.99      | 2          |            |
| 4     | Ганнес Айгнер (GER)        | 90.33             | 2                 | 87.31             | 0                 | 87.31             | 3                 | 91.87      | 0          | 6          | 89.02      | 0          |            |
| 5     | Якуб Ґрігар (SVK)          | 89.16             | 0                 | 87.85             | 2                 | 87.85             | 4                 | 88.84      | 0          | 1          | 89.43      | 0          |            |
| 6     | Педро Да Сілва (BRA)       | 88.48             | 2                 | 90.61             | 2                 | 88.48             | 5                 | 95.68      | 2          | 10         | 91.54      | 0          |            |
| 7     | Джованні де Дженнаро (ITA) | 86.85             | 0                 | 90.74             | 2                 | 86.85             | 1                 | 95.59      | 2          | 9          | 91.77      | 0          |            |
| 8     | Себастьєн Комбо (FRA)      | 89.13             | 0                 | 88.94             | 0                 | 88.94             | 9                 | 94.59      | 0          | 8          | 92.55      | 2          |            |
| 9     | Павло Ейгель (RUS)         | 96.72             | 0                 | 88.57             | 0                 | 88.57             | 6                 | 92.43      | 0          | 7          | 92.62      | 2          |            |
| 10    | Майк Доусон (NZL)          | 88.91             | 0                 | 90.86             | 0                 | 88.91             | 8                 | 91.47      | 0          | 5          | 93.07      | 0          |            |
|       |                            |                   |                   |                   |                   |                   |                   |            |            |            |            |            |            |
| 11    | Казукі Ядзава (JPN)        | 92.23             | 2                 | 98.08             | 6                 | 92.23             | 14                | 97.19      | 0          | 11         | не пройшов | не пройшов | не пройшов |
| 12    | Міхал Смолен (USA)         | 92.96             | 0                 | 90.13             | 0                 | 90.13             | 10                | 97.87      | 2          | 12         | не пройшов | не пройшов | не пройшов |
| 13    | Маріо Ляйтнер (AUT)        | 93.29             | 2                 | 93.89             | 2                 | 93.29             | 15                | 100.25     | 4          | 13         | не пройшов | не пройшов | не пройшов |
| 14    | Юре Меглич (AZE)           | 95.12             | 2                 | 90.70             | 0                 | 90.70             | 11                | 145.00     | 52         | 14         | не пройшов | не пройшов | не пройшов |
| 15    | Ісак Орстрем (SWE)         | 92.37             | 2                 | 91.43             | 0                 | 91.43             | 13                | 156.77     | 54         | 15         | не пройшов | не пройшов | не пройшов |
|       |                            |                   |                   |                   |                   |                   |                   |            |            |            |            |            |            |
| 16    | Майкл Тайлер (CAN)         | 105.66            | 6                 | 93.47             | 0                 | 93.47             | 16                | не пройшов | не пройшов | не пройшов | не пройшов | не пройшов | не пройшов |
| 17    | Люсьєн Дельфур (AUS)       | 94.30             | 2                 | 138.72            | 50                | 94.30             | 17                | не пройшов | не пройшов | не пройшов | не пройшов | не пройшов | не пройшов |
| 18    | Мацей Окреглак (POL)       | 96.73             | 6                 | 94.44             | 2                 | 94.44             | 18                | не пройшов | не пройшов | не пройшов | не пройшов | не пройшов | не пройшов |
| 19    | Тань Я (CHN)               | 100.62            | 2                 | 101.34            | 4                 | 100.62            | 19                | не пройшов | не пройшов | не пройшов | не пройшов | не пройшов | не пройшов |
| 20    | Джонатан Акіньємі (NGR)    | 107.49            | 2                 | 104.59            | 2                 | 104.59            | 20                | не пройшов | не пройшов | не пройшов | не пройшов | не пройшов | не пройшов |
| 21    | Брайден Ніколас (COK)      | 105.18            | 6                 | 125.64            | 2                 | 105.18            | 21                | не пройшов | не пройшов | не пройшов | не пройшов | не пройшов | не пройшов |